# Edgar Aguilera
Edgar Milcíades Aguilera Aranda (ur. 28 lipca 1975 w Villecie) – paragwajski piłkarz grający na pozycji pomocnika.
W swojej karierze zdobył Puchar Gwatemali z CSD Municipal (2003), a także mistrzostwo Boliwii z Club Blooming (2005).
W reprezentacji Paragwaju Aguilera zadebiutował w 8 lutego 1998 w wygranym 4:0 towarzyskim meczu z Polską. W tym samym roku został powołany przez selekcjonera Paula Césara Carpegianiego do kadry na Mistrzostwa Świata we Francji, tam był jednak rezerwowym i nie wystąpił w żadnym spotkaniu. W latach 1998–1999 w drużynie narodowej zagrał 8 razy.